# WeChat
WeChat (chinesisch 微信, Pinyin Wēixìn „winzige Nachricht“) war ursprünglich ein Chat-Dienst für Smartphones, betrieben von Tencent in China, der inzwischen um zahlreiche Funktionen wie z. B. das Mobile-Payment-System WeChat Pay (vergleichbar mit Google Pay oder Apple Pay) erweitert wurde und als Beispiel für eine Super-App gilt. WeChat wurde im Januar 2011 veröffentlicht und unterstützt viele Sprachen, darunter Chinesisch, Deutsch, Türkisch, Polnisch und Italienisch. WeChat gibt nahezu alle Daten an die chinesischen Behörden weiter.

## Funktionen
Die chinesische ID-Karte kann künftig mit dem WeChat-Konto verknüpft werden. Das hat nicht nur Vorteile für den Nutzer, sondern auch für den Staat. Ein entsprechendes Pilotprogramm wurde Ende 2017 in Nansha, einem Stadtteil der Elf-Millionen-Metropole Guangzhou im südlichen China, getestet. Schon im Januar 2018 könnte das Feature im ganzen Land angeboten werden, berichtet die Nachrichtenagentur Xinhua. WeChat bietet neben dem reinen Instant Messaging verschiedene Zusatzservices an: Nutzer können mit der App Audionachrichten versenden, Videotelefonate durchführen, Fotos, Videos, Kontaktinformationen oder ihren Aufenthaltsort teilen, Taxis, Lebensmittel oder Essen bestellen, Restaurant- und Stromrechnungen bezahlen, Sticker kaufen, Jobs oder Leute in der Nähe suchen, Arzttermine buchen, Visa für die USA beantragen, Spiele spielen und eigene Mobile-Stores betreiben. Die App hat einen eigenen App-Store sowie einen Nachrichtenstream namens „Moments“, der ähnlich wie Facebooks Chronik aufgebaut ist. Für Firmen bietet WeChat Dienste wie geschlossene Gruppen. Für Wissenschaftler existieren Gateways zur vereinfachten Kommunikation mit Journals und Verlagen während des Peer-Review-Prozesses.

## WeChat Pay

WeChat Pay

Seit dem 10. Juli 2017 bot die mittlerweile aufgelöste Wirecard AG als Acquirer die WeChat-Pay-Funktionalität in Europa an. Die Nutzer öffnen die WeChat- oder Weixin-App und wählen den Punkt Wallet Feature aus. Die Apps generieren alle 60 Sekunden einen QR-Code, der vom Händler mit der WeChat-Akzeptanz-App gescannt wird. Anschließend gibt der Händler den Betrag ein. Der Bezahlprozess wird dann automatisch gestartet. Als Acquirer bündelt Wirecard alle Transaktionen eines Einzelhändlers und wickelt die Zahlungen ab. Nach jeder Transaktion wird automatisch eine Bestätigung sowohl an den Händler als auch an den Kunden versandt. Auf Wunsch des Kunden kann auch ein Beleg ausgedruckt werden. Auch SIX ist derzeit dabei WeChat Pay zu implementieren.
Im November 2018 ist WeChat Pay eine Kooperation mit LINE Pay eingegangen.

## Reichweite
WeChat hat über 1,2 Milliarden aktive Nutzer pro Monat, davon mindestens 100 Millionen außerhalb Chinas. Bis Ende 2016 hatten schon über 200 Millionen Nutzer WeChat Pay mit ihrer Debitkarte verknüpft und konnten bei rund 300.000 am System teilnehmenden Offline-Einzelhandelsunternehmen in China bezahlen.
Im Jahr 2013 wurde die App von Lionel Messi und Rainie Yang beworben und soll so, laut Unternehmensangaben, eine Reichweitensteigerung von zirka 100 Millionen WeChat-Nutzern außerhalb Chinas erfahren haben.

## Bedeutung
In China genießt WeChat eine deutlich höhere Bedeutung als dies für Messenger in der westlichen Welt sonst der Fall ist. Da das stationäre Web in Chinas Vergangenheit eine geringere Verbreitung erfuhr, werden Onlinedienste vor allem mobil genutzt. Durch ihren großen Funktionsumfang und die Einführung einer Bezahlfunktion ist WeChat so für Millionen Chinesen zum Zentrum ihrer gesamten Onlineaktivitäten geworden. Chinesische Online-Geschäfte richten deshalb nicht zuerst eine Website ein, sondern legen schon vorher ein Profil auf WeChat an. Auf diese Weise werden täglich mehr WeChat-Profile angelegt als chinesische Websites registriert.

## Kritik
Seit Ende 2016 mehren sich die Stimmen, dass WeChat proaktiv zum Ausspähen der Nutzer und zur chinesischen Internetzensur genutzt wird. Forscher des Citizen Lab der Universität Toronto berichteten im April 2017 nach Durchführen einer systematischen Studie, dass WeChat zur Ausübung der Zensur nicht nur Schlüsselwörter, sondern auch als sensitiv erachtete Bilder aus den Nachrichten herausfiltert. Seit September 2017 ist die Weitergabe nahezu aller Informationen an die chinesischen Behörden Teil der offiziellen Datenschutzerklärung.

## Mögliche Blockade von WeChat in den USA
Am 6. August 2020 unterzeichnete der damalige US-Präsident Donald Trump eine Executive Order, die es US-Bürgern und US-Unternehmen in Zukunft verbietet, Geschäfte mit dem WeChat-Mutterkonzern Tencent zu führen. Der Präsidentenerlass beruht hauptsächlich darauf, dass Tencent mit WeChat die nationale Sicherheit der Vereinigten Staaten gefährde, indem die Plattform Benutzerdaten sammle, die es China und der Kommunistischen Partei ermöglichen würden, amerikanische Nutzer auszuspionieren. Die Verfügung tritt spätestens 45 Tage nach Kundgebung in Kraft, soweit sie von einem Gericht nicht für rechtswidrig befunden wird. Der Erlass hat zur Folge, dass sämtliche Verträge US-amerikanischer Unternehmen mit dem WeChat-Mutterkonzern Tencent spätestens bis zum 15. September 2020 gekündigt werden müssten. Am 20. September 2020 wurde die Umsetzung des Erlasses vorerst per einstweiliger Verfügung gerichtlich gestoppt.